# Galatos Peak
Der Galatos Peak ist ein 2045 m hoher Berg im Norden des ostantarktischen Viktorialands. In den Freyberg Mountains markiert er das nordwestliche Ende der Salamander Range.
Die Benennung erfolgte durch die Nordgruppe einer von 1963 bis 1964 dauernden Kampagne im Rahmen der New Zealand Geological Survey Antarctic Expedition. Namensgeber ist das kretische Dorf Galatos (eigentlich Galatas südwestlich von Chania), bei der Luftlandeschlacht um Kreta 1941 Schauplatz heftiger Kämpfe zwischen deutschen Fallschirm- und Gebirgsjägern sowie der New Zealand Expeditionary Force unter General Bernard Freyberg, 1. Baron Freyberg.